# سهره بیشه‌ای زردوسبز
سهره بیشه‌ای زردوسبز (نام علمی: Pselliophorus luteoviridis) نام یک گونه از سرده سهره‌های النگودار است.